# La Mare
Pour les articles homonymes, voir Mare.
La Mare est une ancienne localité française, située dans le Talou, dans le département de la Seine-Maritime.

## Toponymie
Le nom du lieu est attesté sous la forme La Mara en 1040 et vers 1066